# Блошка хреновая
Хреновая блошка (лат. Phyllotreta armoraciae) — вид листоедов (Chrysomelidae) из подсемейства козявок (Galerucinae). 

## Описание
Мелкие жуки длиной около 3—3,5 мм. Окраска надкрылий светлая. Пришовное поле — чёрное. Переднеспинка полностью черная с слабым бронзовым блеском. Лапки, голени и вершины бедер передних и средних ног светлые. Питаются листьями хрена и других представителей семейства крестоцветных

## Распространение
Встречается в Европе (за исключением Пиренейского полуострова), в южной части Италии, южной части Балканского полуострова, Азербайджане, Казахстане, Туркменистане и в южной части Сибири. Интродуцирован в Северную Америку